# وديع يوسف ملاعب
وديع يوسف ملاعب(1914 - 17 أكتوبر 1984) صحفي وسياسي وشاعر لبناني.  ولد في بيصور وتلقى تعليمه الأولي في مدرسة عين عنوب، ثم اعتمد على نفسه حيث تعلم عصاميا وتتلمذ على أمين آل ناصر الدين، وعجاج نويهض، وعارف النكدي. ثم أسهم في تأسيس المدرسة الداودية في بيصور سنة 1936 وكان من أبرز مدرسيها ثم دخل الصحافة وعمل محررًا في عدد من الصحف والمجلات، منها: بيروت المساء والشرق والأنباء والميثاق والضحى من 1952 حتى 1971. ترأس المعهد العربي في بحمدون، كما عمل في التجارة والصناعة لفترة من الزمن. كان من مؤسسي عصبة العمل القومي العربي في الأربعينيات، وعضوًا في الحزب التقدمي الاشتراكي (1949 حتى 1959)، وعضوًا في المجلس المذهبي لطائفة الموحدين الدروز 1965 حتى 1977. له مقالات في السياسة والاجتماع وله بحوث حول طائفة الدروز في لبنان وآل ملاعب.

## سيرته
ولد وديع بن يوسف ملاعب في بيصور سنة 1914 وتلقى دروسه الابتدائية في مدرسة عين عيوب، ثم درس على أمير آل ناصر الدين وهاني أبي مصلح اللغة العربية وفنونها وعلى عارف النكدي وعجاج نويهض التاريخ، وتبحّر فيه.

في سنة 1932 أنشاء فرعاً للداودية في بيصور وتولاه حتى سنة 1941، وكان مولعاً بقراءة الأمير شكيب أرسلان وأخذ بمذهبه العروبي المنفتح، فاشترك مع علي ناصر الدين لبمريمي في تأسيس عصبة العمل القومي، ثم انتمى إلى الحزب التقدمي الاشتراكي وكان مسؤولاً في منطقة الغرب من 1949 حتى 1959.

عمل في الصحافة من 1952 حتى 1971 فكتب في الأنباء والشرق وبيروت المساء والضحی والميثاق وفي غيرها وله في الشعر قصائد رائعة. كان عضواً في المجلس المذهبي من سنة 1965 حتى 1977.

توفي في 17 تشرين الأول 1984.

## آثاره
من آثاره:
- موجز تاريخ بني معروف
- نشأة آل ملاعب[1]

له مجموع شعري مخطوط.

## شعره
قصائده مرتبطة بالأحداث القومية العربية خاصةً بالقضية الفلسطينية، بالإضافة إلى بعض الأحداث البارزة في حياته الشخصية.